# Вьолерит
Вьолерит, велерит (рос. вёлерит; англ. wouhlerite; нім. Wouhlerit m) — мінерал, силікат натрію та кальцію.

## Загальний опис
Хімічна формула: NaCa2(Zr, Nb)Si2O7(O, OH, F)2.
Сингонія моноклінна.
Кристали призматичні або таблитчасті.
Твердість 5,5-6,0.
Густина 3,4.
Колір жовтий до коричневого.
Знайдено в сієнітах в районі Ланґезундфьорд (Норвегія) і в окрузі Керолл (штат Нью-Гемпшир, США).